# 拉讷维尔叙乌德伊
拉讷维尔叙乌德伊（法語：La Neuville-sur-Oudeuil，法語發音：[la nøvil syʁ udœj]）是法国瓦兹省的一个市镇，属于博韦区。

## 地名
法语词“sur”意为“在……上方”，在地名中常接河名，此时地名按“XXX河畔XXX”译，但此处的“乌德伊”（Oudeuil）并不是河名，而是临近的一个市镇，“La Neuville-sur-Oudeuil”一名意为“乌德伊上方的拉讷维尔”。

## 地理
拉讷维尔叙乌德伊（49°34'24"N, 2°0'25"E）面积3.7 平方千米，位于法国上法蘭西大區瓦兹省，该省份为法国北部内陆省份，北起索姆省，西接厄尔省和滨海塞纳省，南至塞纳-马恩省和瓦兹河谷省，东临埃纳省。
与拉讷维尔叙乌德伊接壤的市镇（或旧市镇、城区）包括：阿希、布利库尔、欧特埃皮讷、乌德伊、圣奥梅尔昂绍塞。
拉讷维尔叙乌德伊的时区为UTC+01:00、UTC+02:00（夏令时）。

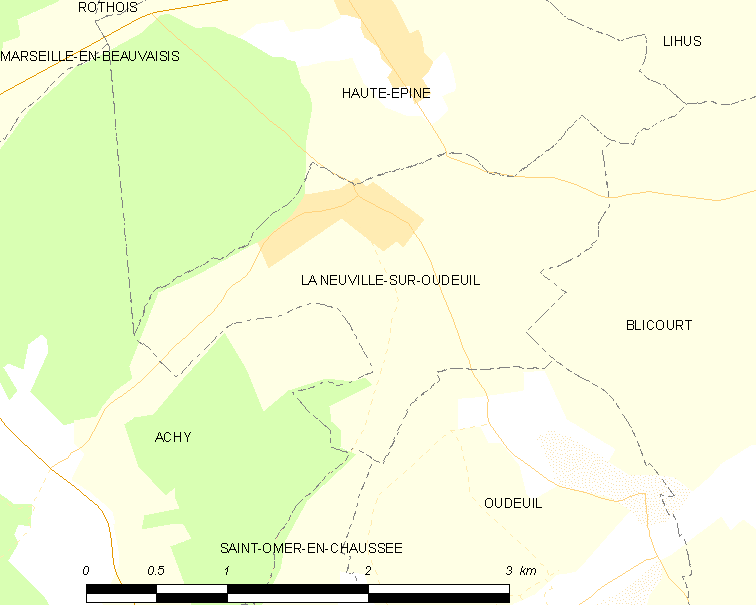
拉讷维尔叙乌德伊的OSM定位图

## 行政
拉讷维尔叙乌德伊的邮政编码为60690，INSEE市镇编码为60458。

## 政治
拉讷维尔叙乌德伊所属的省级选区为格朗维利耶县。

## 人口

1962-2008年间拉讷维尔叙乌德伊人口变化图示

拉讷维尔叙乌德伊于2022年1月1日时的人口数量为304人。